# Hoogstalemannisch

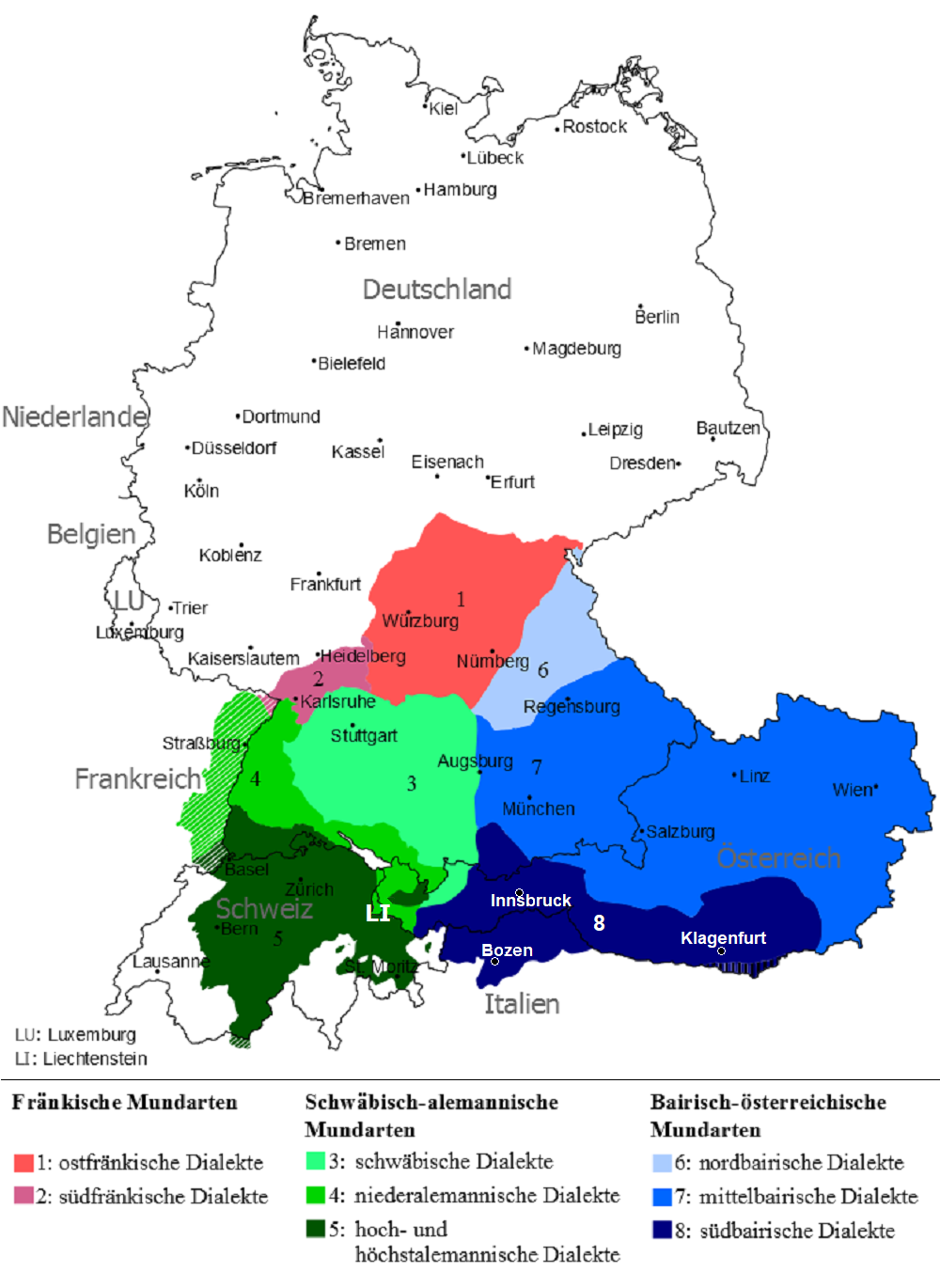
Het huidige Opperduitse taalgebied.

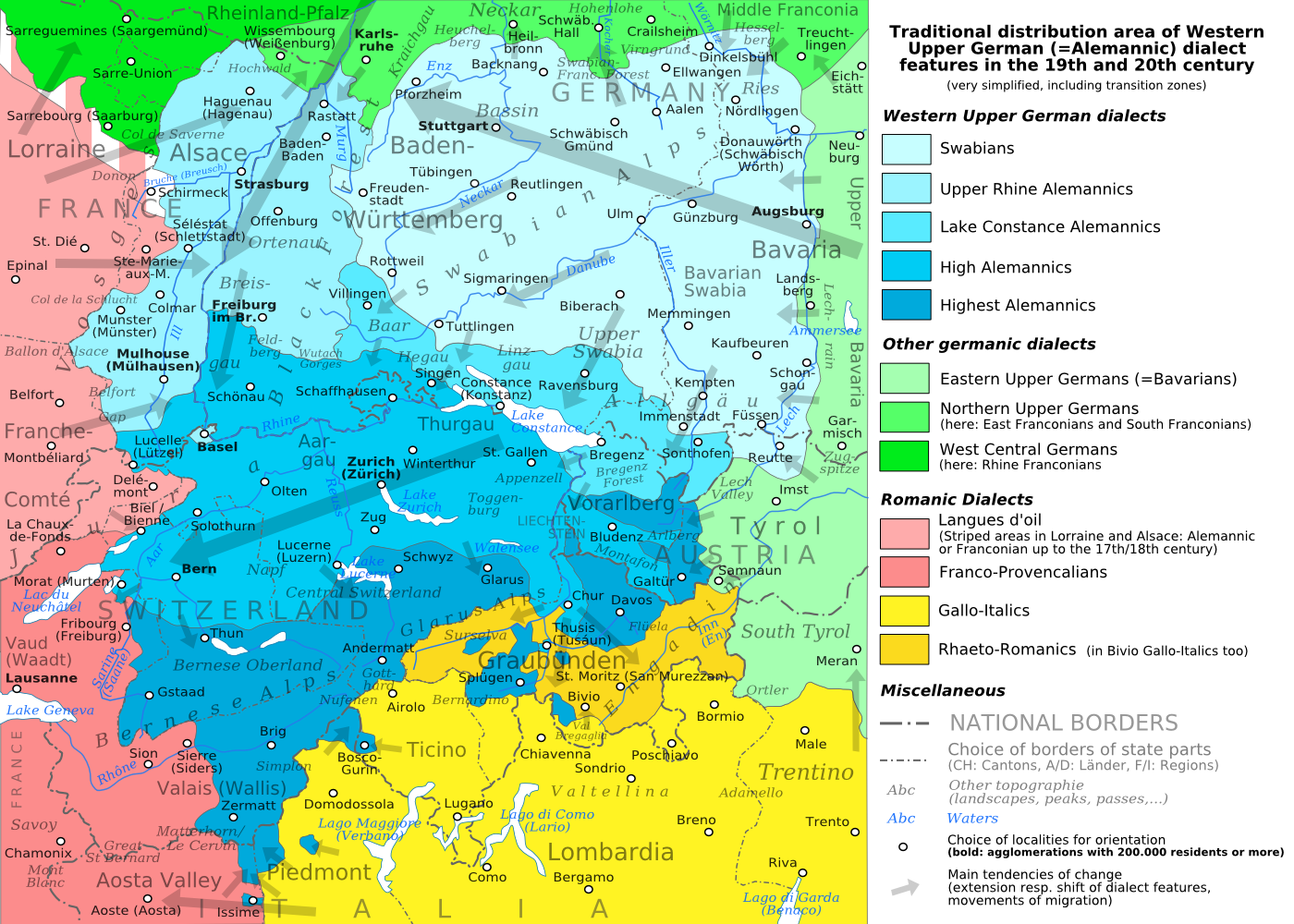
Topografische kaart van het Alemannische taalgebied

Hoogstalemannisch is de verzamelnaam voor een groep Alemannische dialecten die worden gesproken in het uiterste zuidwesten van het Duitse taalgebied.

## Kenmerken
De Hoogstalemannische dialecten onderscheiden zich voornamelijk van het Hoogalemannisch doordat er in hiaten geen diftongering is opgetreden.
| Hoogstalemannisch (Senslerisch) | Hoogalemannisch (Berndeutsch) | Standaardduits                 |
| ------------------------------- | ----------------------------- | ------------------------------ |
| schnye                          | schneie                       | schneien (met de diftong [aɪ]) |
| bue                             | boue                          | bauen                          |

Een ander kenmerk van het Hoogstalemannisch is dat het bijvoeglijk naamwoord ook wordt verbogen wanneer het het naamwoordelijk deel van het gezegde is, in tegenstelling tot andere variëteiten van het Duits:
| Hoogstalemannisch (Senslerisch) | Hoogalemannisch (Berndeutsch) | Standaardduits |
| ------------------------------- | ----------------------------- | -------------- |
| as isch schöns                  | äs isch schön                 | es ist schön   |
| si isch schöni                  | si isch schön                 | sie ist schön  |

Een ander veelvoorkomend verschijnsel is het typische meervoud van bepaalde zwakke vrouwelijke zelfstandige naamwoorden (met de uitgang -n). Dit is geen archaïsme, maar wellicht ontstaan onder invloed van het aangrenzende Romaanse taalgebied:
|                                         | Enkelvoud  | Meervoud    |
| Hoogalemannisch (Senslerisch)           | a Tana     | zwü Tane    |
| Hoogstalemannisch (Berner Oberländisch) | e Tanne    | zwo Tanni   |
| Hoogalemannisch (Berndeutsch)           | e Tanne    | zwo Tanne   |
| Standaardduits                          | eine Tanne | zwei Tannen |

Ook de genitief wordt in het Hoogstalemannisch vaker gebruikt dan in het Hoogalemannisch.

## Verspreiding
- Berner Oberland (enerzijds het westelijke Berner Oberländisch, anderzijds het Brienzerduits ofwel Haslitalerduits)
- Uri, Obwalden, Nidwalden
- Schwyz (kanton), behalve het district Höfe
- Glarus
- Het district Sense in Fribourg (Senslerisch)
- Wallis (Walliserdeutsch):
  - kanton Ticino (Bosco/Gurin)
  - in Italië:
    - Valle d'Aosta: Gressoney: Gressoney-La Trinité, Gressoney-Saint-Jean, Issime
    - Vercelli: Alagna Valsesia, Rima San Giuseppe, Rimella, Riva Valdobbia
    - Verbania-Cusio-Ossola: Formazza, Macugnaga
    - Het Walliserdeutsch is inmiddels uitgestorven in: Carcoforo, Rimasco, Fobello, Salecchio, Ornavasso, Campello Monti, Agaro, Ausone

  - in de kantons Graubünden Obersaxen, Vals, Safiental, Rheinwald, Avers, Mutten, Davos, Prättigau
  - in Liechtenstein (Triesenberg)
  - in Vorarlberg en Tirol: Damüls, Grosswalsertal, Kleinwalsertal; Tannberg met Schröcken, Lech en Warth behalve Lechleiten en Gehren in Tirol; Brandnertal, Dornbirn), Galtür (Tirol/Paznaun), Mathon/Tirol), Laternsertal, Silbertal
  - in Uri: Urserental